# Abdouraman Hamadou
Abdouraman Hamadou Babba est un dirigeant du football au Cameroun. Il a été membre de la Fécafoot et président de l'Etoile Filante de Garoua.

## Biographie

### Carrière
| Vidéo externe |                                                                                     |
|               | Entretien avec Abdouraman Hamadou Babba Sur Spectrum Télévision le 16 décembre 2021 |

Abdouraman Hamadou est connu pour les différents recours auprès du tribunal arbitral du sport qui ont conduit à plusieurs annulations de processus électoraux et dissolutions des équipes dirigeantes de la Fécafoot,,,,. Il déclare avoir déconseillé à Samuel Eto'o de se présenter comme candidat à la présidence de la Fécafoot.
Il fait partie de l'équipe dirigeante du club de football étoile filante de Garoua. Et il a bâti, au cours des années, la réputation d'être un acteur du monde sportif qui est au fait des rouages, de la juridiction et des textes légaux du sport international.